# Giulio Del Torre
Ne doit pas être confondu avec Giulio Del Torre (peintre).
Giulio Del Torre, né le 2 avril 1895 à Trieste et mort le 31 octobre 1968 à Torre del Lago Puccini, est un acteur et réalisateur italien.

## Biographie
Del Torre commence sa carrière comme acteur du cinéma muet puis, en 1931, il réalise en France son premier film en tant que réalisateur Le disparu de l'ascenseur, qui est suivi en 1934 du court métrage Les surprises du cinéma parlant.
En 1939, il épouse l'actrice allemande Gina Falckenberg (de), qu'il dirige en 1942 dans le film Anime in tumulto et avec qui il collabore au scénario du film Vento di primavera en 1958.

## Filmographie
Comme acteur
- 1913 : Histoire d'un Pierrot de Baldassarre Negroni
- 1915 : Il mio diario di guerra de Riccardo Tolentino
- 1915 : L'ostacolo de Baldassarre Negroni
- 1916 : Amor che tace de Vitale De Stefano
- 1916 : Eva nemica de Giuseppe Pinto et Eleuterio Rodolfi
- 1916 : Il cavaliere del silenzio de Oreste Visalli
- 1916 : La leggenda di Pierrette de Gero Zambuto
- 1917 : Marzy pel vasto mondo de Riccardo Tolentino
- 1917 : La serata di gala di Titina de Giuseppe Guarino
- 1918 : I moderni moschettieri de A.G. Caldiera
- 1918 : Il tesoro di Isacco de Mario Calderini
- 1918 : Il dramma di una stirpe de Amleto Palermi
- 1920 : L'ultima avventura de Mario Gargiulo
- 1920 : L'artefice dell'amore de Charles Krauss
- 1920 : Marta Galla de  Ubaldo Maria Del Colle
- 1920 : Un cuore nel mondo de Amleto Palermi
- 1920 : Mimì Fanfara de Ubaldo Maria Del Colle
- 1927 : Paris-New York-Paris de Robert Péguy

Comme réalisateur
- 1931 : Le disparu de l'ascenseur
- 1934 : Les surprises du cinéma parlant
- 1942 : Anime in tumulto (it)
- 1958 : Ne m'oubliez pas (de)